# Thomas Enger
Thomas Enger (21 de novembro de 1973, Oslo) é um escritor e jornalista norueguês.

## Biografia
Thomas Enger formou-se em Jornalismo, tendo trabalhado nove anos no jornal online Nettavisen, mas sempre ambicionou escrever livros de ficção.
Skinndød (Em Chamas), o seu romance de estreia, foi um verdadeiro sucesso internacional de vendas, tendo sido traduzido em 28 países. Este é o primeiro de uma série de cinco livros centrados no personagem Henning Juul, um jornalista que se destaca num mundo corrupto e dominado pela criminalidade em que as notícias surgem a uma velocidade vertiginosa.
Ele vive em Oslo e além de escrever, também compõe música.

## Obras

### Série Henning Juul
- Skinndød (2009) em Portugal: Em Chamas (TopSeller, 2018) no Brasil: Queimado (Amarilys , 2013)
- Fantomsmerte (2011)  em Portugal: Dor Fantasma (TopSeller, 2019)
- Blodtåke (2013)
- Våpenskjold (2014)
- Banesår (2015)

### Série do Alexander Blix e Emma Ramm
- Nullpunkt (2018) (com Jørn Lier Horst) em Portugal: Ponto Zero (Dom Quixote, 2020)
- Røykteppe (2019) (com Jørn Lier Horst) em Portugal: Cortina de Fumo (Dom Quixote, 2021)
- Slagside (2020) (com Jørn Lier Horst)

### Outros
- Den onde arven (2013)
- Killerinstinkt (2017)
- Enkebyen (2019)